# Conducto del hipogloso
El conducto del hipogloso es un foramen (agujero) en el hueso occipital del cráneo. Está situado medial y superiormente a cada cóndilo occipital. Es atravesado por el nervio hipogloso.

## Estructura
Transmite el nervio hipogloso desde su punto de entrada cerca del bulbo raquídeo hasta su salida de la base del cráneo cerca del agujero rasgado posterior o foramen yugular. Descansa entre la apófisis basilar y la apófisis yugular del hueso occipital.

## Función
El conducto del hipogloso se ha usado recientemente para intentar determinar la antigüedad del lenguaje humano. Los investigadores han descubierto que homínidos que vivieron mientras hace 2 millones de años tenían un conducto del mismo tamaño que los chimpancés actuales; algunos científicos suponen por tanto que no tenían capacidad para el lenguaje. Aun así, H. sapiens hace 400,000 años tenían el mismo tamaño que los humanos modernos, lo que significa que podían haber sido capaces de hablar. Algunos Neandertales también tenían el mismo tamaño. Sin embargo estudios recientes realizados con varias especies de primate no han logrado encontrar evidencia concluyente de una relación entre el tamaño del conducto y la capacidad para el habla.

## Importancia clínica
El conducto del hipogloso se forma durante la etapa embrionaria en mamíferos, a veces desarrollando más de dos canales cuando se forma el hueso occipital. El estudio de esta área ayuda en el diagnóstico de una variedad de los tumores encontrados en la base del cráneo, incluyendo: tumor del glomus yugular, mielomas, y el ocasional meningioma.
Estudios de este conducto se centran en el desarrollo de técnicas seguras de perforación para operar en esta área del cerebro.

## Imágenes adicionales

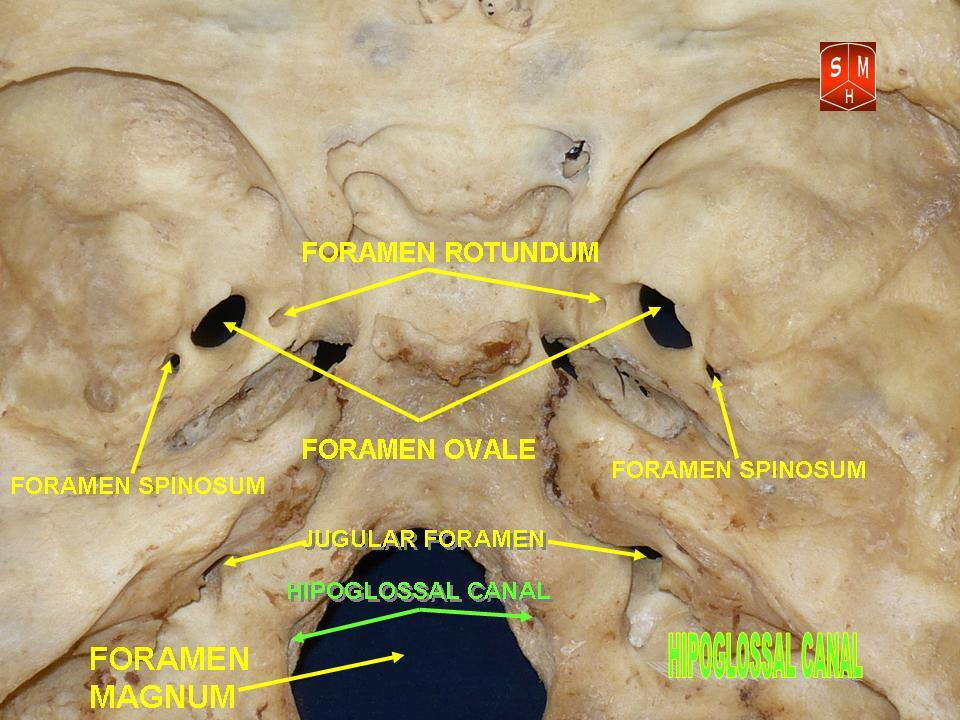
Conducto del hipoglso
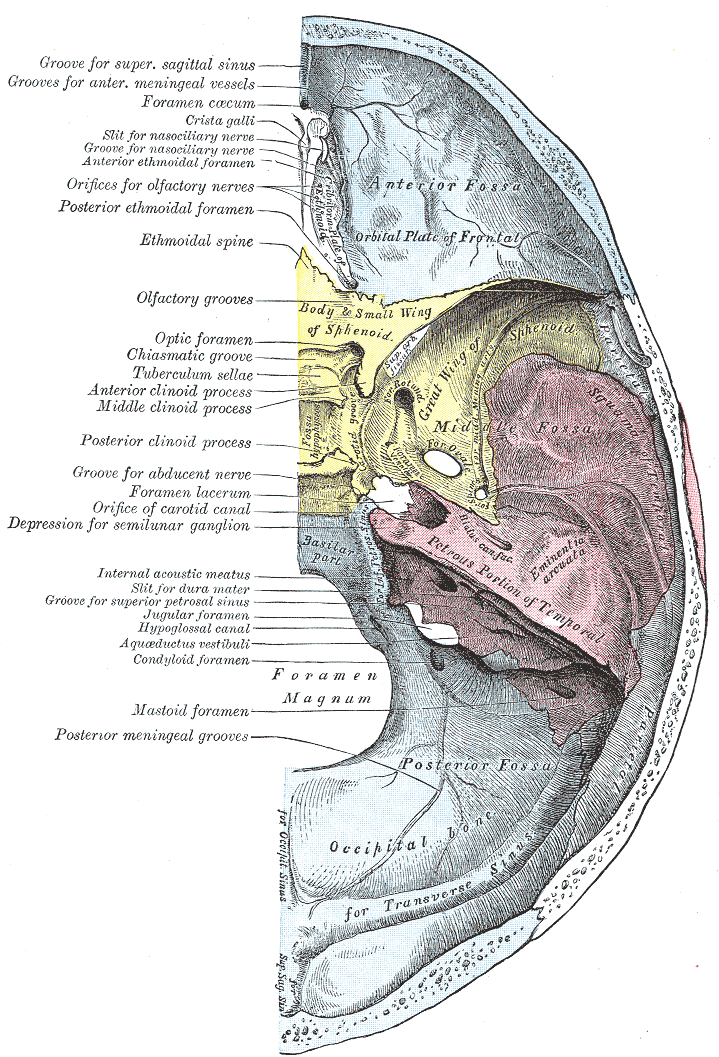
Base del cráneo. Superficie endocraneana.
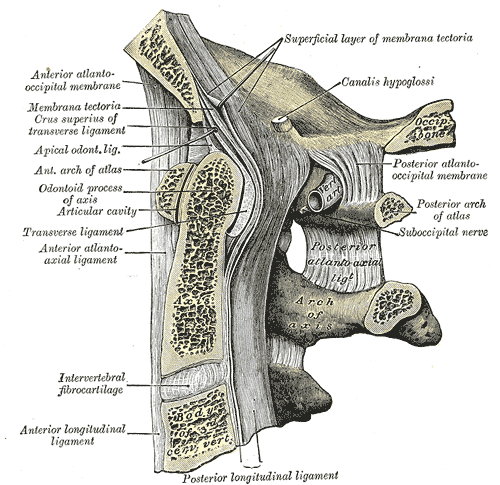
Sección sagital a través del hueso occipital y las tres primeras vértebras cervicales .